# 미래의 추적자
《미래의 추적자》(영어: Time After Time)는 미국에서 제작된 니컬러스 마이어 감독의 1979년 SF 영화이다. 맬컴 맥다월 등이 출연하였고, 허브 재피 등이 제작에 참여하였다. 방영명은 사랑의 타임머신이다.

## 출연진
- 맬컴 맥다월
- 데이비드 워너
- 메리 스틴버전
- 찰스 초피
- 켄트 윌리엄스
- 패티 다밴빌
- 조지프 마허
- 코리 펠드먼
- 로리 메인
- 셸리 핵
- 닐 암스트롱 (기존 촬영분, 목소리, 크레디트 미기재)
- 윈스턴 처칠 (기존 촬영분, 목소리, 크레디트 미기재)
- 지미 헨드릭스 (기존 촬영분, 목소리, 크레디트 미기재)

## 기타 제작진
- 협력 제작: 스티븐찰스 재피
- 배역: 다이앤 크리턴든
- 미술: 에드워드 C. 카패그노
- 세트: 바버라 크리거